# Molla Vermella
Molla Vermella es un cultivar de higuera de tipo higo común Ficus carica, bífera (con dos cosechas por temporada, brevas e higos de otoño), con higos de epidermis con color de fondo morado rojizo, y con sobre color negro azulado. Se cultiva en la colección de higueras de Montserrat Pons i Boscana en Llucmajor (España).

## Sinonimia
- “sin sinónimo”,[4][6][7]

## Historia
Actualmente la cultiva en su colección de higueras baleares Montserrat Pons i Boscana, rescatada de un ejemplar o higuera madre plantada y cultivada en el predio "son Granada" y la plantó Tomeu Pizà mayoral del predio mencionado que a su vez la consiguió de la finca de "son Pons" en el predio "son Sardina".
La variedad 'Molla Vermella' debe su nombre al color de la pulpa de un rojo oscuro muy intenso poco frecuente. Diferenciada de la variedad 'Albacor De Molla Vermella' en descriptores concretos aunque por el nombre pueda aparentar una misma variedad.

## Características
La higuera 'Molla Vermella' es una variedad bífera de tipo higo común. Árbol de vigorosidad elevada, y buen desarrollo en terrenos favorables, copa ovalada porte esparcido y follaje denso, con poca emisión de rebrotes. Sus hojas son de 3 lóbulos en su mayoría, y de 1 lóbulo (15-25%). Sus hojas con dientes presentes márgenes dentados, pilosidad presente en el envés y un ángulo peciolar agudo. 'Molla Vermella' tiene un mediano desprendimiento de higos, con un rendimiento productivo mediano-alto y periodo de cosecha mediano. La yema apical cónica de color verde amarillento.
Los frutos de la higuera 'Molla Vermella' son frutos de un tamaño de longitud x anchura:40 x 63mm, con forma cucurbiforme estirados (tanto en las brevas como en los higos) con el cuello estrecho y alargado, casi de la anchura del pedúnculo. Presentan unos frutos grandes en las brevas. Los higos son de menor tamaño y peso que las brevas pero muy sabrosos y apreciados. Los frutos son un poco simétricos en la forma, uniformes en las dimensiones, de unos 34,340 gramos en promedio, cuya epidermis es gruesa, de textura medio áspera, de consistencia mediana, color de fondo morado rojizo, y con sobre color negro azulado. No presentan  frutos aparejados y no presentan formaciones anormales. Ostiolo de 3 a 5 mm con escamas pequeñas oscuras. Pedúnculo de 6 a 12 mm cilíndrico verde oscuro. Grietas longitudinales marcadas. Costillas poco marcadas. Con un ºBrix (grado de azúcar) de 24 de sabor dulce sabroso, con color de la pulpa rojo intenso. Con cavidad interna ausente-pequeña, con aquenios medianos en tamaño y en bastante cantidad. Los frutos maduran con un inicio de maduración de las brevas el 22 de junio, y de los higos sobre el 25 de agosto a 28 de septiembre. Cosecha con rendimiento productivo mediano-alto, y periodo de cosecha mediano.
Se usa en alimentación humana en fresco. Buena abscisión del pedúnculo y facilidad de pelado. Resistente al transporte, también a las lluvias y rocíos, y muy resistente a la apertura del ostiolo. Mediana facilidad al desprendimiento del árbol cuando madura.

## Cultivo
'Molla Vermella', se utiliza en alimentación humana en fresco. Se está tratando de recuperar de ejemplares cultivados en la colección de higueras baleares de Montserrat Pons i Boscana en Llucmajor.